# Elli Hatschek
Elli Hatschek, rozená Lotzová  (2. července 1901 Wetzlar –  8. prosince 1944 Věznice Plötzensee), byla německá odbojářka, oběť nacismu.

## Život
Byla druhou manželkou Paula Hatscheka, inženýra s doktorátem z optické a filmové technologie, a žila s ním v Berlíně. Hatschek byl naverbován sovětskou vojenskou zahraniční zpravodajskou službou GRU a díky svému napojení na odbojovou skupinu s názvem Evropská unie se snažil poskytnout důležité informace. Jeho žena Elli byla zasvěcená do jeho práce a podporovala ho. Protože tato aktivita nezůstala bez povšimnutí nacistických úřadů, byla dvojice v září 1943 zatčena a později obviněna u lidového soudu. Zatímco Paul Hatschek a jeho dcera Kristina Lavičková, rozená Hatschek, byli v květnu 1944 odsouzeni k trestu smrti a popraveni, soud odsoudil Elli Hatschek k trestu smrti až v listopadu. Byla popravena 8. prosince 1944 v Berlíně-Plötzensee.